# Universidad de Cornway
Cornway College (o simplemente Cornway) es un colegio privado, diurno e internado para niños y niñas en Mount Hampden, Mashonaland West, Zimbabue, África. Está a 16,5 kilómetros (10,3 millas) del distrito comercial central de Harare. Cornway College se inauguró el 23 de enero de 2006. Tiene una escuela preparatoria (Cornway Junior College) y una escuela secundaria (Cornway Senior College). El idioma utilizado para comunicarse dentro de la escuela es el inglés.
Cornway College fue clasificada como una de las 10 mejores escuelas secundarias de Zimbabue en 2014.

## Académicos

### Universidad Junior
A los estudiantes del Junior College se les enseña el currículo de las escuelas primarias desarrollado por Cambridge International Examinations o CIE (un consejo examinador en el Reino Unido) y ZIMSEC (un consejo examinador en Zimbabue). Los niños aprenden las siguientes materias:
- Agricultura
- Alfabetización Informática
- inglés
- Documento general
- Matemáticas
- Ciencia
- Shona

En el Séptimo Grado, los niños escriben los exámenes para el certificado de Cambridge Primary de CIE (para las asignaturas de Inglés, Matemáticas y Ciencias) y los exámenes para el Séptimo Grado de ZIMSEC (para las asignaturas de Inglés, Papel General, Matemáticas y Shona).

### Escuela Superior
Los estudiantes en la Forma Uno y la Forma Dos (Year 8 y Year 9) reciben varias materias de acuerdo con el plan de estudios del Zimbabue Junior Certificate.
En la Forma Tres y la Forma Cuatro (Year 10 y Year 11), los estudiantes son enseñados de acuerdo al plan de estudios de CIE y ZIMSEC. En el cuarto curso, los alumnos realizan las pruebas del International General Certificate of Secondary Education (CIE) y del GCE Ordinary Level certificate (ZIMSEC).
En el Sexto Grado (es decir, el Seis Inferior y el Seis Superior, o el Año 12 y el Año 13), los alumnos aprenden un mínimo de tres asignaturas de acuerdo con el plan de estudios de Nivel Avanzado de CIE y ZIMSEC. En Lower Six, los estudiantes pueden elegir escribir pruebas para el certificado de Cambridge International AS Level (la mitad del contenido de Advanced Level es examinado, el certificado es dado por CIE) y luego escribir pruebas de nuevo en Upper Six para el certificado completo de Cambridge International A Level. Otra opción es escribir los exámenes de Cambridge International A Level y/o ZIMSEC GCE Advanced Level en Upper Six.

## Deportes

### Universidad Junior
Los deportes en el Junior College incluyen:
- Atletismo
- Baloncesto
- Ajedrez
- Cricket
- A través del país
- Hockey
- Netball
- Rugby
- Fútbol
- Natación
- Tenis
- Voleibol

{| class=" multicol" role="presentation" style="border-collapse: collapse; padding: 0; border: 0; background:transparent; width:100%; "
|

### Escuela Superior
Los deportes en el Senior College incluyen:
- Atletismo,
- Baloncesto,
- Ajedrez,
- Cricket,
- A campo traviesa,
- Balonmano,
- Hockey,
- Netball,
- Rugby,
- Fútbol,
- Nadando,
- Tenis,
- Voleibol

{| class=" multicol" role="presentation" style="border-collapse: collapse; padding: 0; border: 0; background:transparent; width:100%; "
|

## Otros sitios web
- Cornway College Sitio web oficial
- Cornway College en Pindula

- Datos: Q5172047